# Nicolas Martin (trail)
Pour les articles homonymes, voir Nicolas Martin et Martin.
Nicolas Martin, né le 29 juillet 1986 à Saint-Martin-d'Hères, est un traileur français. Il est vice-champion du monde de trail 2016 et champion de France de trail 2017.

## Biographie
Pratiquant le football jusqu'à l'âge de quinze ans, Nicolas Martin découvre le trail grâce à son cousin. Passionné de chasse aux chiens courants, il trouve dans le trail une activité sportive à sa convenance et décide d'arrêter le football. Courant d'abord pour le plaisir, il ne commence la compétition qu'en 2009, à la fin de ses études. Il rencontre Patrick Bringer en 2010 qui devient son entraîneur,,.
Faisant des débuts timides mais consistants, il se révèle véritablement en 2014. Lors de sa première participation à l'Ultra-Trail du Mont-Blanc sur le tout nouveau parcours OCC de 53 km, il effectue un début de course plutôt en retrait, n'étant pas beaucoup entraîné. Il profite cependant des conditions météorologiques caniculaires qui font souffrir ses adversaires pour rattraper son retard et s'offrir la victoire avec cinquante minutes d'avance sur l'horaire prévu. Il confirme ses bonnes performances en utilisant la même stratégie lors des championnats de France de trail long à Buis-les-Baronnies. Alors que les favoris partent en tête en peloton serré, il effectue une course plus tactique et remonte en fin de course pour s'emparer de la deuxième place derrière Sylvain Court.
Engagé dans l'équipe nationale pour les championnats du monde de trail 2015 à Annecy-le-Vieux, il effectue une solide course et termine septième. Avec ses coéquipiers sur le podium, Sylvain Court champion et Patrick Bringer troisième, il remporte la médaille d'or au classement par équipes. Le 6 décembre, il prend un départ prudent sur la SaintéLyon. Il rattrape ensuite le leader Benoit Cori avec lequel il livre un duel serré. Aucun des deux hommes ne parvenant à prendre l'avantage, ils choissisent de franchir la ligne d'arrivée ensemble, remportant la victoire ex-aequo.
Nicolas Martin connaît une excellente saison 2016. Le 20 mars, il s'empare de la tête à mi-parcours du trail du Ventoux, suivi seulement par Sylvain Court. Accélérant à plusieurs reprises, Nicolas parvient à se défaire de son adversaire et s'offre la victoire. Le 5 mai, il effectue une excellente course à la Transvulcania, parvenant à battre Sage Canaday pour décrocher la deuxième place derrière Luis Alberto Hernando. Le 10 juillet, il parvient à doubler Dmitry Mityaev pour s'emparer des commandes au High Trail Vanoise et remporter la victoire, prenant la tête du classement provisoire Ultra de la Skyrunner World Series. Le 10 octobre, il effectue une excellente course aux championnats du monde de trail à Gerês. Courant aux côtés de Sylvain Court, le duo français se met à la poursuite du leader Luis Alberto Hernando. Sylvain est victime de petits ennuis (une chute puis une perte de dossard), permettant à Nicolas de sécuriser la deuxième place et de s'offrir la médaille d'argent derrière l'Espagnol. L'équipe française se pare à nouveau d'or au classement par équipes. Absent des deux dernières manches Ultra de la Skyrunner World Series, Nicolas termine à la deuxième place du classement derrière Cristofer Clemente grâce à ses podiums.
Le 16 septembre 2017, il prend comme à son habitude un départ prudent sur le trail long des championnats de France. Lançant son attaque à mi-parcours, il prend l'ascendant sur Sébastien Spehler et Adrien Michaud et conserve son avantage pour remporter le titre.
Habitué au distances plus longues, il se distingue sur la Skyrhune de 21 km en 2018. Sous une chaleur caniculaire, il prend les devants aux côtés du vétéran Didier Zago mais le duo se fait dépasser par le jeune Julien Michelon au sommet de la Rhune. Il ne se laisse pas impressionner et remporte la victoire au sprint final.
Le 8 juin 2019, il effectue une solide course aux championnats du monde de trail à Miranda do Corvo pour décrocher la cinquième place monde et remporter sa troisième médaille d'or par équipes.
Le 5 novembre 2022, il prend le départ de l'épreuve de trail long des championnats du monde de course en montagne et trail à Chiang Mai. Il se retrouve rapidement aux avant-postes aux côtés de l'Américain Adam Peterman et de l'Italien Andreas Reiterer. Tandis qu'Adam Peterman se détache en tête pour filer vers le titre, Nicolas Martin parvient à se défaire d'Andreas Reiterer et assure sa médaille d'argent. Il double la mise au classement par équipes.

## Palmarès

### Course en montagne
| no | masculin | Course                                                      | Longueur | Départ           | Temps           |
| -- | -------- | ----------------------------------------------------------- | -------- | ---------------- | --------------- |
| 5e | 5e       | Marathon du Mont-Blanc                                      | 42,2 km  | 26 juin 2011     | 4 h 6 min 19 s  |
| 9e | 9e       | Championnats du monde de course en montagne longue distance | 41,5 km  | 16 novembre 2019 | 3 h 28 min 38 s |

### Trail
| no  | masculin           | Course                                | Longueur | Départ            | Temps            |
| --- | ------------------ | ------------------------------------- | -------- | ----------------- | ---------------- |
| 3e  | Médaille de bronze | Grand Trail du Limousin               | 65 km    | 27 mai 2012       | 5 h 21 min 55 s  |
| 4e  | 4e                 | Grand Trail des Templiers             | 69 km    | 26 octobre 2012   | 6 h 27 min 44 s  |
| 9e  | 9e                 | Championnats du monde de trail        | 75 km    | 6 juillet 2013    | 6 h 5 min 29 s   |
| 1re | Médaille d'or      | OCC                                   | 53 km    | 28 août 2014      | 5 h 7 min 45 s   |
| 2e  | Médaille d'argent  | Championnat de France de trail long   | 60 km    | 28 septembre 2014 | 5 h 31 min 34 s  |
| 2e  | Médaille d'argent  | Trail du Ventoux                      | 44 km    | 15 mars 2015      | 3 h 29 min 14 s  |
| 3e  | Médaille de bronze | Trail Sainte Victoire                 | 57 km    | 12 avril 2015     | 5 h 36 min 53 s  |
| 1re | Médaille d'or      | Trail Matheysin                       | 30 km    | 8 mai 2015        | 2 h 44 min 12 s  |
| 7e  | 7e                 | Championnats du monde de trail        | 85 km    | 30 mai 2015       | 8 h 41 min 1 s   |
| 3e  | Médaille de bronze | CCC                                   | 101 km   | 28 août 2015      | 12 h 16 min 47 s |
| 2e  | Médaille d'argent  | Grand Trail des Templiers             | 75 km    | 25 octobre 2015   | 6 h 47 min 14 s  |
| 1re | Médaille d'or      | SaintéLyon                            | 72 km    | 6 décembre 2015   | 5 h 7 min 42 s   |
| 1re | Médaille d'or      | Trail du Ventoux                      | 46 km    | 20 mars 2016      | 3 h 46 min 24 s  |
| 2e  | Médaille d'argent  | Championnat de France de trail long   | 55 km    | 4 septembre 2016  | 5 h 48 min 34 s  |
| 2e  | Médaille d'argent  | Championnats du monde de trail        | 85 km    | 10 octobre 2016   | 8 h 30 min 6 s   |
| 3e  | Médaille de bronze | Trail du Ventoux                      | 46 km    | 19 mars 2017      | 3 h 50 min 37 s  |
| 1re | Médaille d'or      | Championnat de France de trail long   | 60 km    | 16 septembre 2017 | 5 h 35 min 34 s  |
| 2e  | Médaille d'argent  | Grand Trail des Templiers             | 76 km    | 22 octobre 2017   | 6 h 44 min 36 s  |
| 2e  | Médaille d'argent  | Grand Trail des Templiers             | 78 km    | 21 octobre 2018   | 6 h 38 min 3 s   |
| 3e  | Médaille de bronze | Trail du Ventoux                      | 45 km    | 17 mars 2019      | 3 h 39 min 37 s  |
| 5e  | 5e                 | Championnats du monde de trail        | 44 km    | 8 juin 2019       | 3 h 42 min 27 s  |
| 3e  | Médaille de bronze | Ultra-trail Cape Town                 | 100 km   | 30 novembre 2019  | 10 h 14 min 10 s |
| 2e  | Médaille d'argent  | Trail du Ventoux                      | 45 km    | 8 mars 2020       | 3 h 37 min 49 s  |
| 9e  | 9e                 | Golden Trail Championship             | 110 km   | 29 octobre 2020   | 9 h 47 min 37 s  |
| 2e  | Médaille d'argent  | Championnats du monde de trail - Long | 78 km    | 5 novembre 2022   | 7 h 28 min 44 s  |
| 3e  | Médaille de bronze | Wildstrubel by UTMB - Wild 50         | 37 km    | 14 septembre 2024 | 3 h 7 min 13 s   |

### Skyrunning
| no  | masculin          | Course                                                  | Longueur | Départ            | Temps           |
| --- | ----------------- | ------------------------------------------------------- | -------- | ----------------- | --------------- |
| 2e  | Médaille d'argent | Transvulcania                                           | 74 km    | 5 mai 2016        | 7 h 10 min 40 s |
| 1re | Médaille d'or     | High Trail Vanoise                                      | 68 km    | 10 juillet 2016   | 9 h 28 min 34 s |
| 2e  | Médaille d'argent | MSIG Lantau Vertical Kilometer                          | 5 km     | 2 décembre 2016   | 38 min 51 s     |
| 1re | Médaille d'or     | Msig Lantau 50                                          | 50 km    | 4 décembre 2016   | 5 h 41 min 51 s |
| 4e  | 4e                | Transvulcania                                           | 74 km    | 13 mai 2017       | 7 h 28 min 8 s  |
| 6e  | 5e                | Championnats d'Europe de skyrunning - Ultra SkyMarathon | 67 km    | 8 juillet 2017    | 9 h 7 min 24 s  |
| 2e  | Médaille d'argent | Marató Pirineu                                          | 45 km    | 23 septembre 2017 | 3 h 44 min 54 s |
| 1re | Médaille d'or     | Skyrhune                                                | 21 km    | 22 septembre 2018 | 2 h 1 min 44 s  |
| 2e  | Médaille d'argent | SkyRace du Rocher Blanc                                 | 20 km    | 20 août 2021      | 2 h 38 min 6 s  |